# Yoga Vasishtha

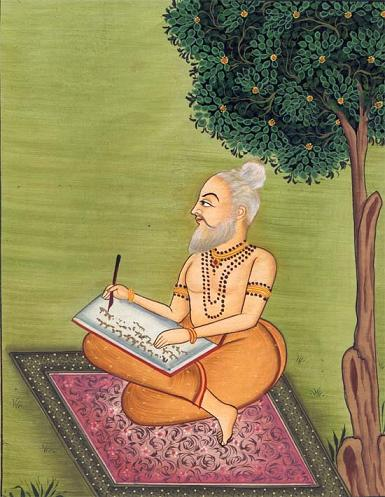
Valmiki schrijft de Ramayana.

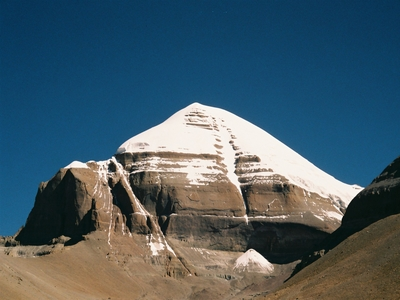
De berg Meru waar Bharadvaja de Yoga Vasishta aan Brahma voordroeg.

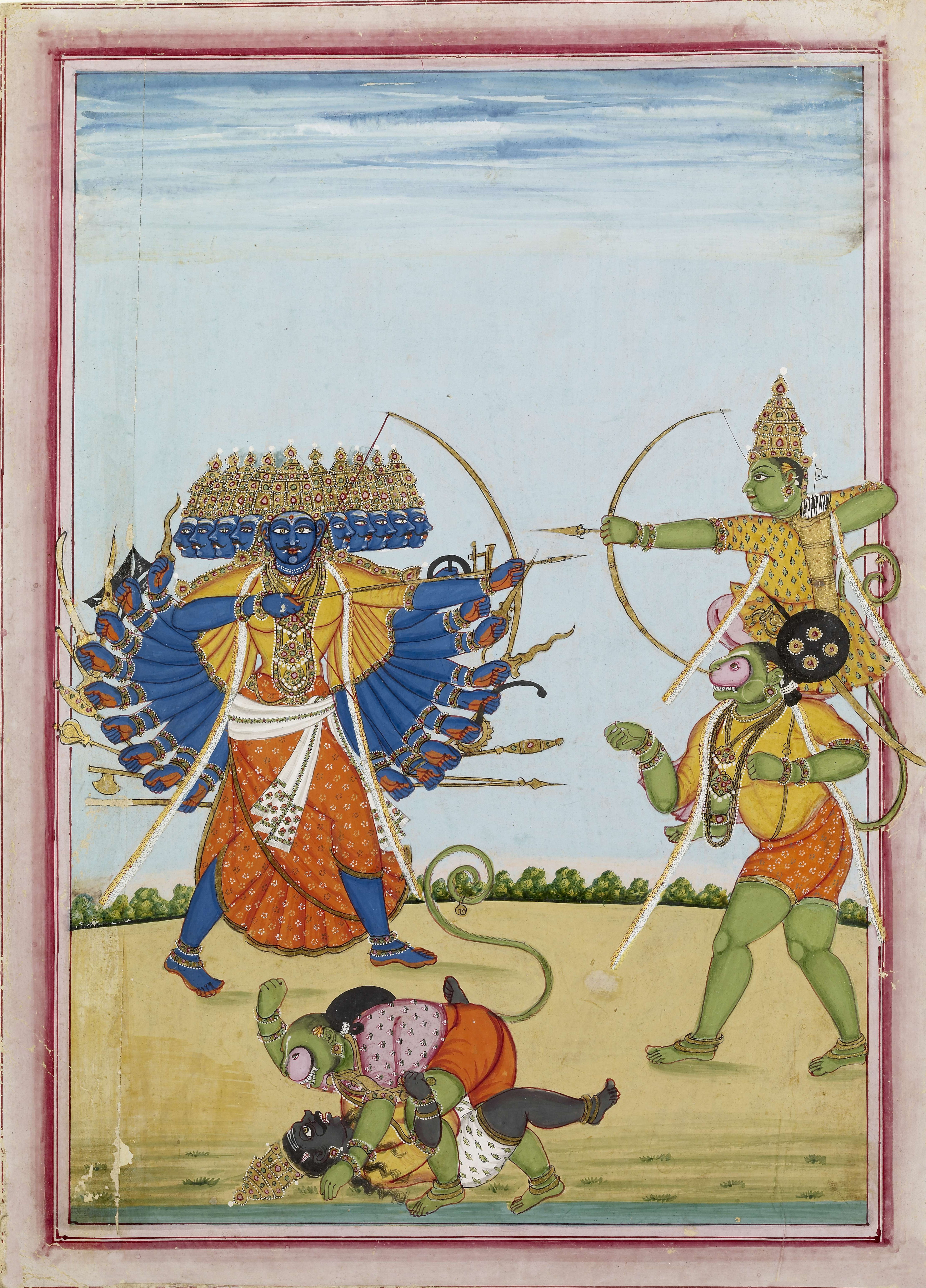
Rama en Hanoeman vechten tegen Ravana.

De Yoga Vasishtha, (YV) ook wel Mahārāmāyana (Maharamayana) of Grote Rāmāyana genoemd,YV I.8,9 is een klassiek literair dichtwerk uit India van 32.000 couplettenYV II.17 dat wordt toegeschreven aan Valmiki, de dichter van de Ramayana. Het werk wordt gedateerd tussen 500 en 1000 na Chr. en geldt voor hindoes als een heilige tekst, een werk van de hoogste orde over Vedantafilosofie.
De Yoga Vasishtha beschrijft dat Valmiki na het componeren van de Ramayana, de verzen voordroeg aan zijn favoriete leerling Bharadvaja. Deze beklom de heilige berg Meru en reciteerde het gedicht voor Brahma. Brahma was hierdoor zo verrukt dat hij Bharadvaja een wens toestand. Bharadvaja wenste dat alle mensen bevrijd mochten worden uit hun ongeluk, waarop de godheid hem opdroeg terug te keren naar zijn meester met het verzoek om de Ramayana zo uit te breiden dat een aandachtige toehoorder bevrijd zou worden van zijn onwetendheid. Brahma ging hoogstpersoonlijk met Bharadvaja mee om dit verzoek aan Valmiki kracht bij te zetten. Dit verzoek willigde de dichter in.YV I.2

## De plot en de verhouding tussen Yoga Vasishtha en de Ramayana
In het verdere verloop, wordt een samenvatting gegeven van de Ramayana, waarbij de rechte haken [] de uitbreiding aangeven die bekendstaat als de Grote Ramayana (Yoga Vasishtha), zodat de verhouding tussen beide zichtbaar wordt.
Dasharatha, de koning van Kosala, had vier zoons van Vishnoe bij drie vrouwen; hun namen waren Rama, Bharata, Lakshmana en Shatrughna. De prinsen werden opgeleid door de goeroe Vasishtha. [Na zijn opleiding trekt Rama rond in India om alle heilige plaatsen van de Himalaya tot de zuidelijkste kaap te bezoeken. Eenmaal teruggekeerd in Ayodhya maakt Rama een terneergeslagen en peinzende indruk.]YV I.3-5
De heilige Vishvamitra verschijnt aan het hof van Rama’s vader Dasharata om Rama’s hulp te vragen in de strijd tegen asura's die de handlangers zijn van de tiran van Lanka: Ravana. De koning aarzelt, maar stemt op advies van Vasishtha toe. [Rama wordt ontboden, maar is somber gestemd. Volgens Vishvamitra is Rama’s stemming een teken van wijsheid en onthechting. Men vraagt de prins wat hem zo bedrukt. In een lange redevoering beschrijft Rama de ijdelheid van het menselijk bestaan, waarmee hij diepe indruk maakt op zijn gehoor.]YV I.6-33
[Vishvamitra concludeert dat zijn analyse van Rama’s stemming juist was: Rama kent de diepste waarheid en heeft alleen nog bevestiging nodig om volkomen onthecht te raken. Hij vraagt Vasishtha om de prins door zijn onderricht deze bevestiging te schenken. De goeroe begint met een inleiding, waarin hij aangeeft welke eigenschappen de leerling moet hebben om zijn openbaringen aan te nemen en benadrukt dat zijn betoog door de vele illustraties van hetzelfde thema goed te begrijpen is.]YV II.1-20
[Daarna geeft Vasishtha zijn onderricht in de vorm van een didactische dialoog, waarin hij uiteenzet dat de schepping voortkomt uit niets, feitelijk niet bestaat en vergaat tot niets.]YV VI.1127 [Wanneer de eigen ziel, atman, opgaat in Brahman, het oneindige bewustzijn, is men volkomen bevrijd. Het hele hof is diep onder de indruk van de leerrijke dialoog en overlaadt de goeroe met geschenken en lofprijzingen.]
Vervolgens gaat Rama mee met Vishvamitra, verslaat de demonen. Aan het hof van koning Janaka wint hij de hand van diens dochter Sita tijdens een wedstrijd om de boog van Shiva te spannen. Rama en Sita trouwen en leven voor enige tijd gelukkig in Ayodhya. Wanneer Dasharata oud wordt, benoemt hij Rama tot troonopvolger, maar zijn tweede vrouw, Kaikeyi, herinnert hem aan de belofte die hij haar lang geleden had gedaan om een wens te mogen doen. Zij wenst dat haar zoon Bharata de nieuwe koning wordt en dat Rama zal worden verbannen. Rama staat erop deze wens te gehoorzamen en trekt samen met Sita en zijn broer Lakshmana de jungle in. Ravana ontvoert Sita naar Lanka, maar na veel zoeken en strijd hervindt Rama haar en verslaat Ravana. Hiermee heeft Vishnu het doel van zijn incarnatie in Rama bereikt.

## Inhoud
| Vasishtha geeft in II.17 de inhoudsopgave, terwijl het gedicht reeds is begonnen: | Vasishtha geeft in II.17 de inhoudsopgave, terwijl het gedicht reeds is begonnen: | Vasishtha geeft in II.17 de inhoudsopgave, terwijl het gedicht reeds is begonnen: |
| --------------------------------------------------------------------------------- | --------------------------------------------------------------------------------- | --------------------------------------------------------------------------------- |
| Onthechting                                                                       | Vairāgya                                                                          | 1.500 coupletten                                                                  |
| Eigenschappen van de leerling                                                     | Mumuksu vyavahāra                                                                 | 1.000 coupletten                                                                  |
| Schepping                                                                         | Utpatti                                                                           | 7.000 coupletten                                                                  |
| Bestaan                                                                           | Sthiti                                                                            | 3.000 coupletten                                                                  |
| Vergaan                                                                           | Upashānti                                                                         | 5.000 coupletten                                                                  |
| Nirvāna                                                                           | Nirvāna                                                                           | 14.500 coupletten                                                                 |

## Opbouw
Vasishtha zegt dat een levend wezen de wereld in zijn hart schept en deze illusie gedurende zijn leven versterkt; als het sterft schept het een wereld in het hiernamaals, zodat er telkens werelden in werelden ontstaan, evenals er in de stengel van de bananenplant laag binnen laag te vinden zijn.YV II.2,3
Ook de compositie van de Yoga Vasishtha is gelaagd. Het werk is een raamvertelling binnen een raamvertelling binnen een raamvertelling en zo voort, die consequent wordt volgehouden en aan het einde laag voor laag terugkeert naar het eerste niveau. Schematisch ziet dit er zo uit:
Agastya vertelt Sutiksna datYV.I.1

  Agniveshya aan zijn zoon Karunya vertelde datYV I.1

  Indra’s boodschapper de nymf Suruci vertelde datYV I.1

  Valmiki koning Aristanemi vertelde datYV I.1

        hij aan zijn leerling Bharadvaja vertelde hoeYV I.2

  Vasishtha Rama onderricht hadYV I.3-VI.2214

          om diens wens te vervullen,YV VI.2215,216

        om hem van zijn strenge ascese af te brengen,YV VI.2215,216

    om haar nieuwsgierigheid te bevredigen,YV VI.2215,216

  om zijn zoon een goede raad te geven,YV VI.2215,216

om hem te leren dat handelen en onthechting niet strijdig zijn.YV VI.2215,216
Deel VI bestaat uit twee delen: YV VI.1.1-128 en YV VI.2.1-216. Na Vasishtha’s betoog over nirvana is Rama geheel in trance geraakt,VI.1 maar Vasishtha vermaant hem dat de tijd voor passiviteit nog niet is gekomen: hij moet activiteit ontplooien om de wereld vreugde te brengen.YV VI.2

## Het woord yoga in de titel
Men neemt aan dat het werk is ontstaan in kringen van Shiva-vereerders uit Kasjmir, die zich baseerden op de filosofie van de vedānta (“einde van de veda”: elk van de vier veda’s eindigt met een aantal filosofische bespiegelingen, upanishads: leerredes gericht tot leerlingen die bij – upa – hun leermeesters neer – ni – zitten – shad). De voornaamste gedachte uit deze filosofie is dat de individuele ziel (atman) in wezen een vonkje is van de eeuwige, onaantastbare, goddelijke ziel (Brahman). Het besef hiervan zorgt voor verlossing, een opgaan van de individuele ziel in de wereldziel. Hoe men tot deze verlossing komt die tegelijkertijd een verbinding ("yoga") is, wordt in de upanishad’s beschreven.
Op deze manier moet ook de leerrede van Vasishtha aan Rama opgevat worden. De dialoog gaat echter niet over de in latere bronnen gesystematiseerde methode om vanuit een morele basis via de beheersing van het lichaam en de ademhaling, concentratie- en meditatieoefeningen een soort unio mystica te bereiken.

## Yoga Vasishtha in het Westen
Er is in het Westen slechts één Engelse bewerking bekend, die zichzelf presenteert als vertaling en samenvatting: Vasishtha’s Yoga van Swami Venkatesananda. Voorts bestaan er vertalingen in het Frans, Duits en Engels van fragmenten. Van het werk bestaat een oude, onbetrouwbare en nog steeds herdrukte Engelse vertaling (met Sanskriettekst) en een moderne Amerikaanse versie. Daarnaast bestaan er vertalingen in het Hindi.